# Гидрант

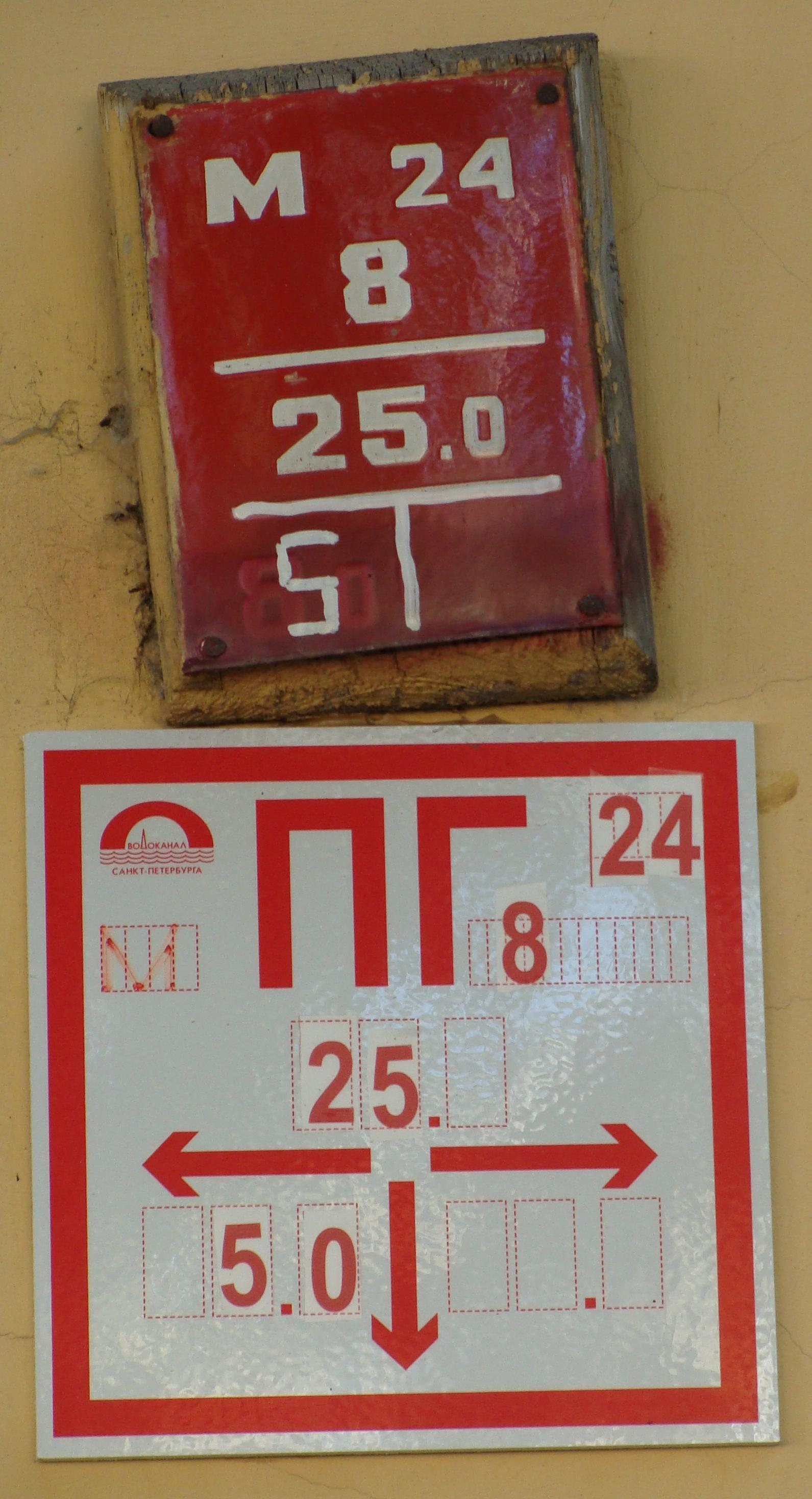
Указательная табличка пожарного гидранта в Санкт-Петербурге

Гидрант пожарный  — устройство на водопроводной сети, позволяющее подключать оборудование, обеспечивающее подачу воды для тушения пожара. Наличие пожарных гидрантов является отличительной особенностью сетей противопожарного водоснабжения. Пожарные гидранты относятся к водоразборной водопроводной арматуре наряду с водоразборными колонками и кранами.

## История

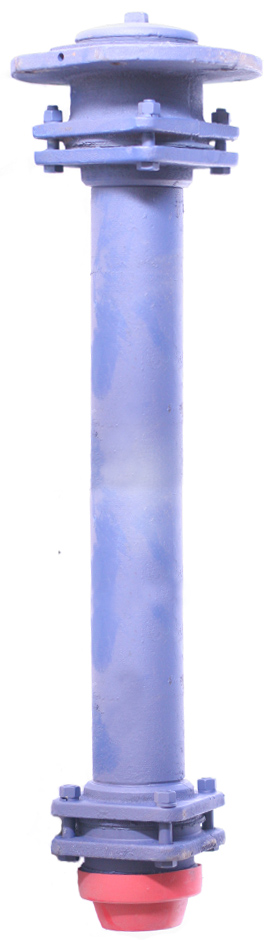
Гидранты пожарные чугунные ГОСТ 8220-85 Россия, Москва

Прототип подробного устройства для тушения пожаров разработал в 1591 году в Лондоне итальянский военный инженер и архитектор на английской службе Федериго Джамбели, однако проект его был отклонён тогда парламентом, и реализован на практике лишь в XIX веке, когда в английской столице появился водопровод. В 1896 году, после небывалой жары в Нью-Йорке, там начали устанавливать на улицах гидранты для оперативной подачи воды.
В России первый водопровод появился в 1804 году в Москве, в 1807 году — в Калуге, в 1848 году — в Нижнем Новгороде, а в 1863 — в Петербурге, но тогдашние городские водонапорные системы были практически бесполезны в борьбе с пожарами, когда требовалось срочно подавать под напором воду из городской сети.
По предложению Н. П. Зимина в конце XIX века в некоторых российских городах на проложенном вдоль улиц противопожарном водопроводе через каждые 40-60 саженей были смонтированы на пожарных подставках подземные пожарные гидранты, изготовленные по чертежам, предоставленных ему администрацией г. Провиденса (США). Эти гидранты в СССР были стандартизованы, выпущен ГОСТ 8220. С небольшими конструктивными изменениями они до сих пор выпускаются российской промышленностью.

## Использование

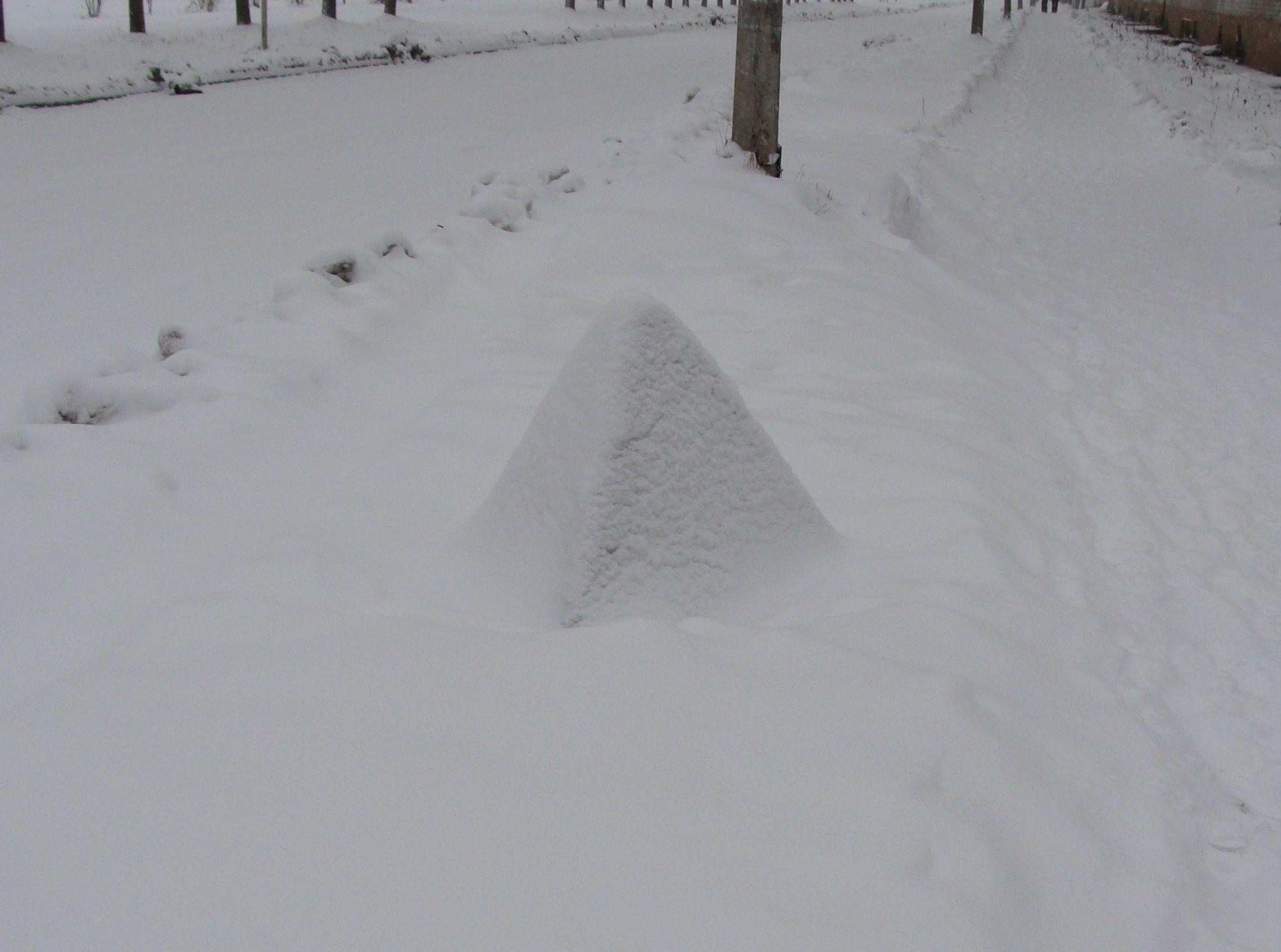
Пожарный гидрант с пирамидой (тумбой) для предохранения от снежных заносов

Для нахождения пожарных гидрантов на стенах зданий и сооружений, напротив которых установлен гидрант, прикрепляют указательную табличку, выполненную с использованием флуоресцентных или светоотражающих покрытий. На табличке указаны символы пожарного гидранта и цифровые значения, указывающие расстояния в метрах от указателя до гидранта. В Санкт-Петербурге указательная табличка городских пожарных гидрантов размера 12×16 см, красного цвета и имеет надпись символов и цифровых значений белого цвета. На ней, кроме того, указаны номер пожарного гидранта, внутренний диаметр водопровода в дюймах. Буква Т на табличке указывает, что гидрант расположен на тупиковой сети водопровода, буква М — гидрант московского типа, Л — гидрант ленинградского типа.
Для открывания или закрывания подземных гидрантов и присоединения пожарных рукавов в целях отбора воды из водопроводных сетей для тушения пожара используются пожарные колонки. С помощью центрального ключа, проходящего через колонку, можно открыть клапан гидранта. При открытом напорном патрубке колонки происходит блокировка центрального ключа. Ранее для пожарных колонок было распространено использование названия стендер.
В случае противопожарного водоснабжения низкого давления (основной тип) пожарные автомобили с помощью пожарных колонок забирают воду из сети через пожарные гидранты и под требуемым напором подают к ручным пожарным стволам. При наличии высокого давления вода на место пожара может подаваться по рукавным линиям непосредственно от гидрантов.
Техническое состояние пожарных гидрантов с пуском воды проверяют два раза в год: в апреле и сентябре-октябре. Первая проверка определяет наличие указателя, место его нахождения и снятие утеплителя; устанавливает пожарную колонку на гидрант; выявляет соответствие квадрата на стержне гидранта квадрату торцевого ключа колонки, удобство присоединения напорно-всасывающих рукавов, соответствие расположения отверстия горловины колодца гидранта колонке. При этом прочищают заправочное отверстие, удаляют пробку и засоры; пускают воду, открывая шаровой клапан, закрывают шаровой клапан, проверяют работу выпускного отверстия для воды, закрывают горловину колодца крышкой и осматривают место подъезда к гидранту.

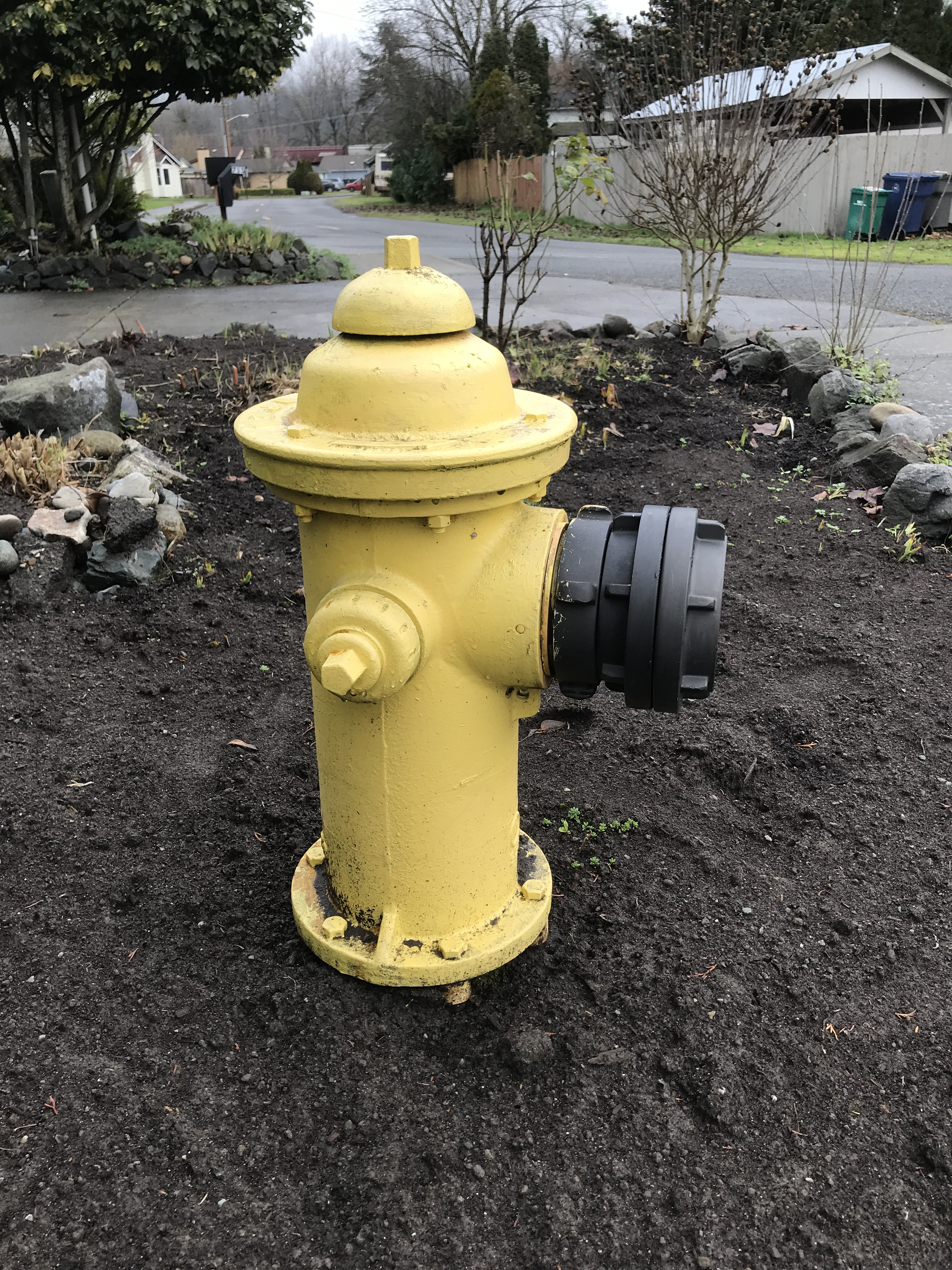

При второй проверке, помимо перечисленных мероприятий, обязательно учитывают: наличие подземных вод в колодце гидранта и его стояке и откачивание их, забивку выпускного отверстия пробкой и принятие гидранта на учёт; утепление пожарных гидрантов производят после их проверки на техническую исправность. Неисправные гидранты утеплять запрещается. Утепление таких гидрантов производят после устранения неисправности.

## Виды пожарных гидрантов

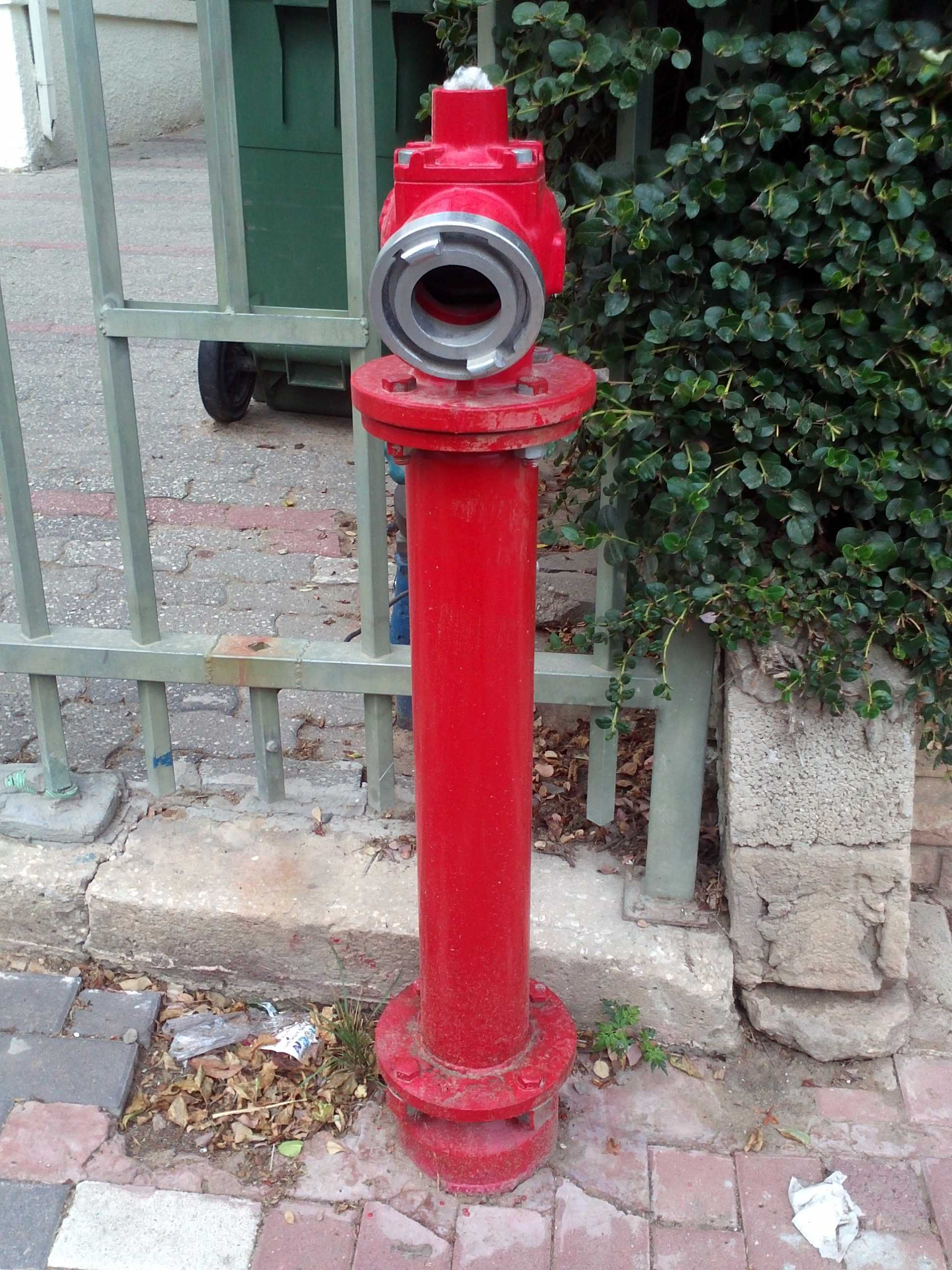
Пожарный гидрант в Израиле

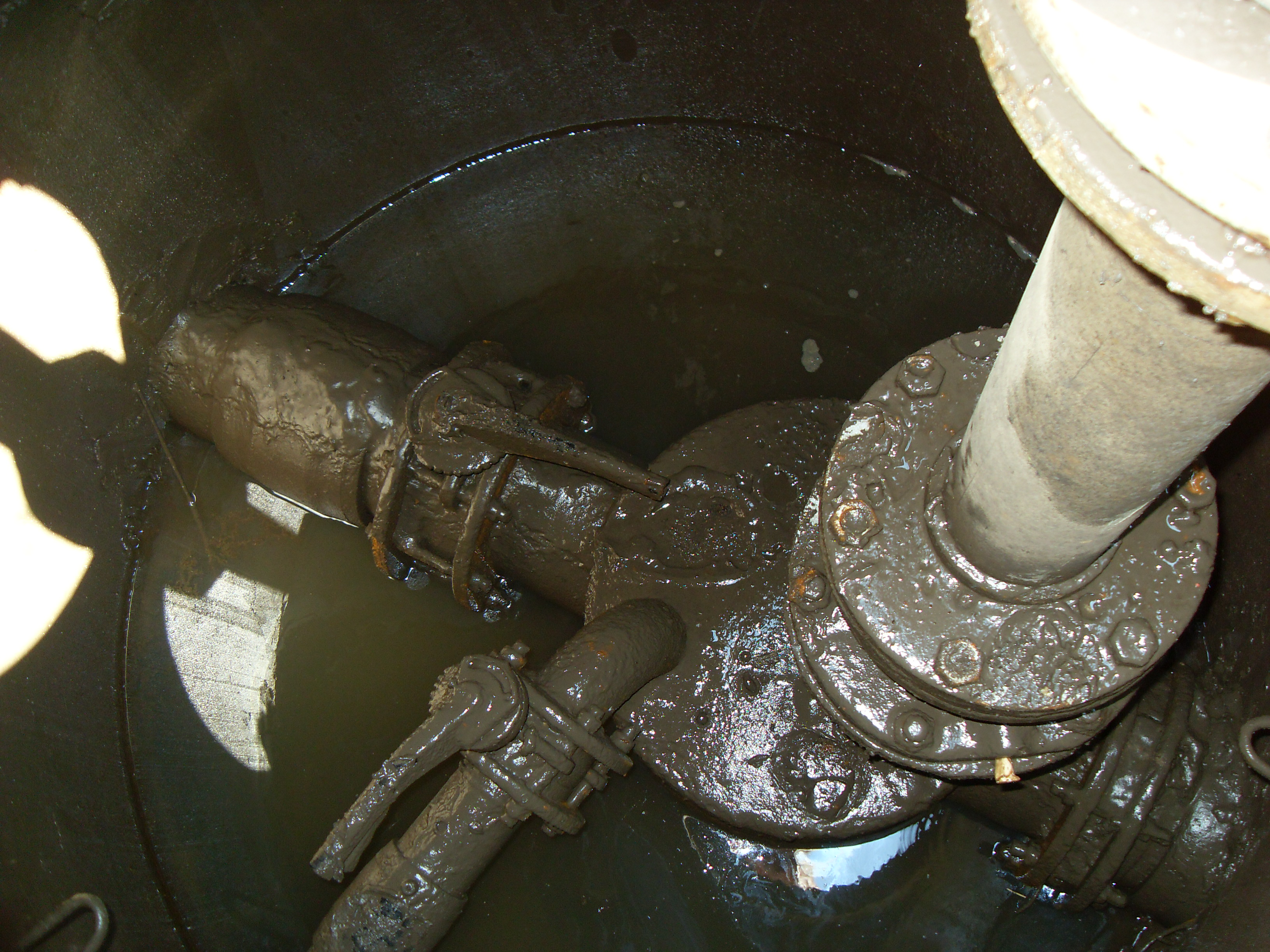
Колодец гидранта

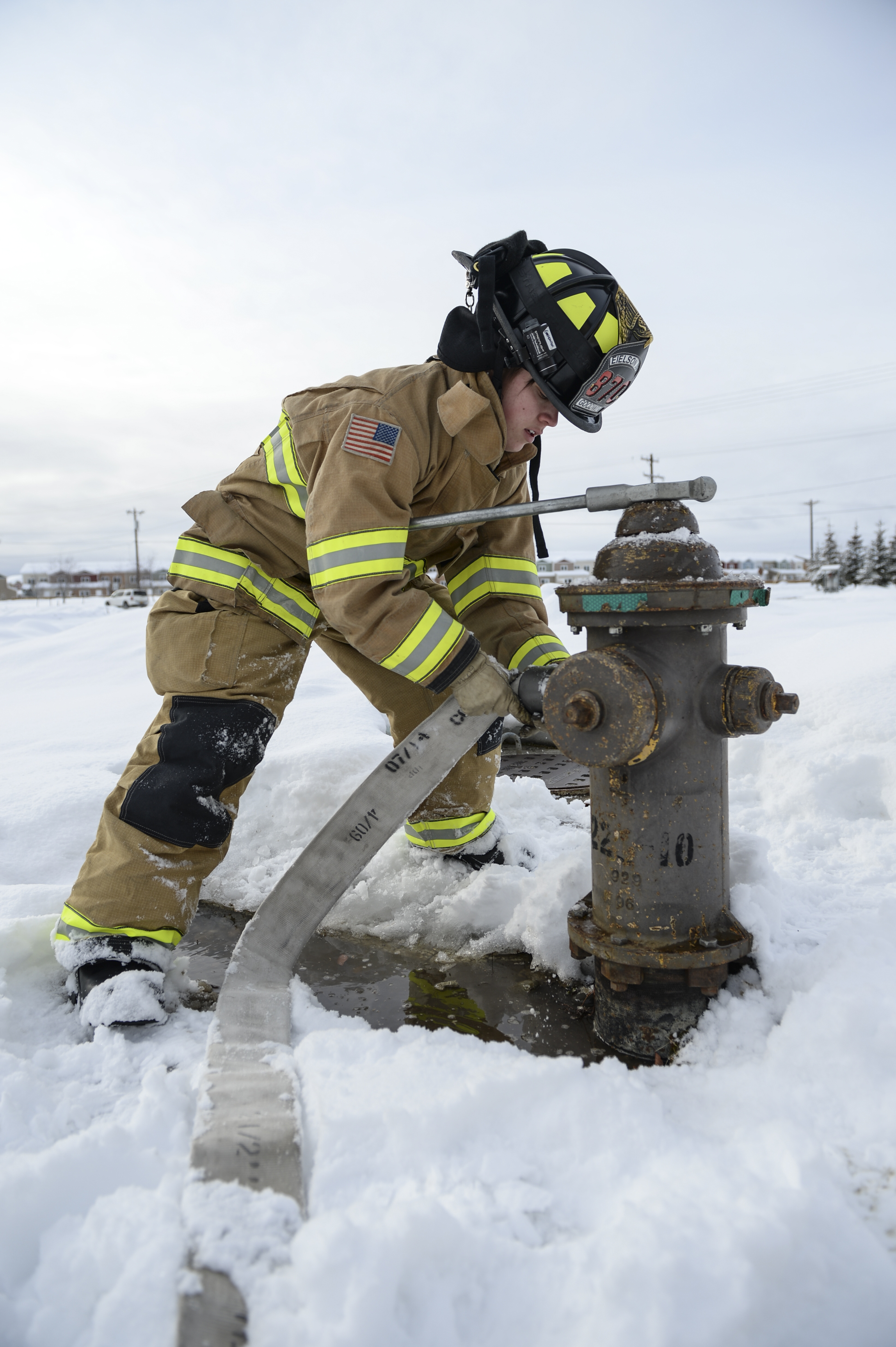
Гидрант в США

В России наиболее распространены подземные гидранты московского типа. Их устанавливают на водопроводных трубах, в специальных колодцах, закрываемых крышкой. В зависимости от глубины колодца гидранты выпускаются высотой от 500 мм до 3000 мм с интервалом 250 мм.
Различают подземные и наземные пожарные гидранты. Подземные размещаются в колодце, закрытом крышкой, либо устанавливаются на пожарную подставку (равно как и в колодце) и засыпаются грунтом, в случае так называемой бесколодезной установки. При бесколодезной установке гидрант засыпается не полностью, а верхняя его часть с резьбой для навинчивания пожарной колонки прячется под ковер с лючком.
Для установки подземного пожарного гидранта на водопроводную сеть требуется пожарная подставка. Она устанавливается вертикально на водопровод и служит для предохранения от возможного перекрытия потока воды в нём клапаном гидранта.
Для тушения пожаров в шахтах применяют временно устанавливаемые гидрант-пистолеты. Для отбора воды они монтируются на трубах шахтного водопровода с помощью быстросъемного крепления. Стенка трубы пробивается с помощью порохового заряда.

## Характеристики

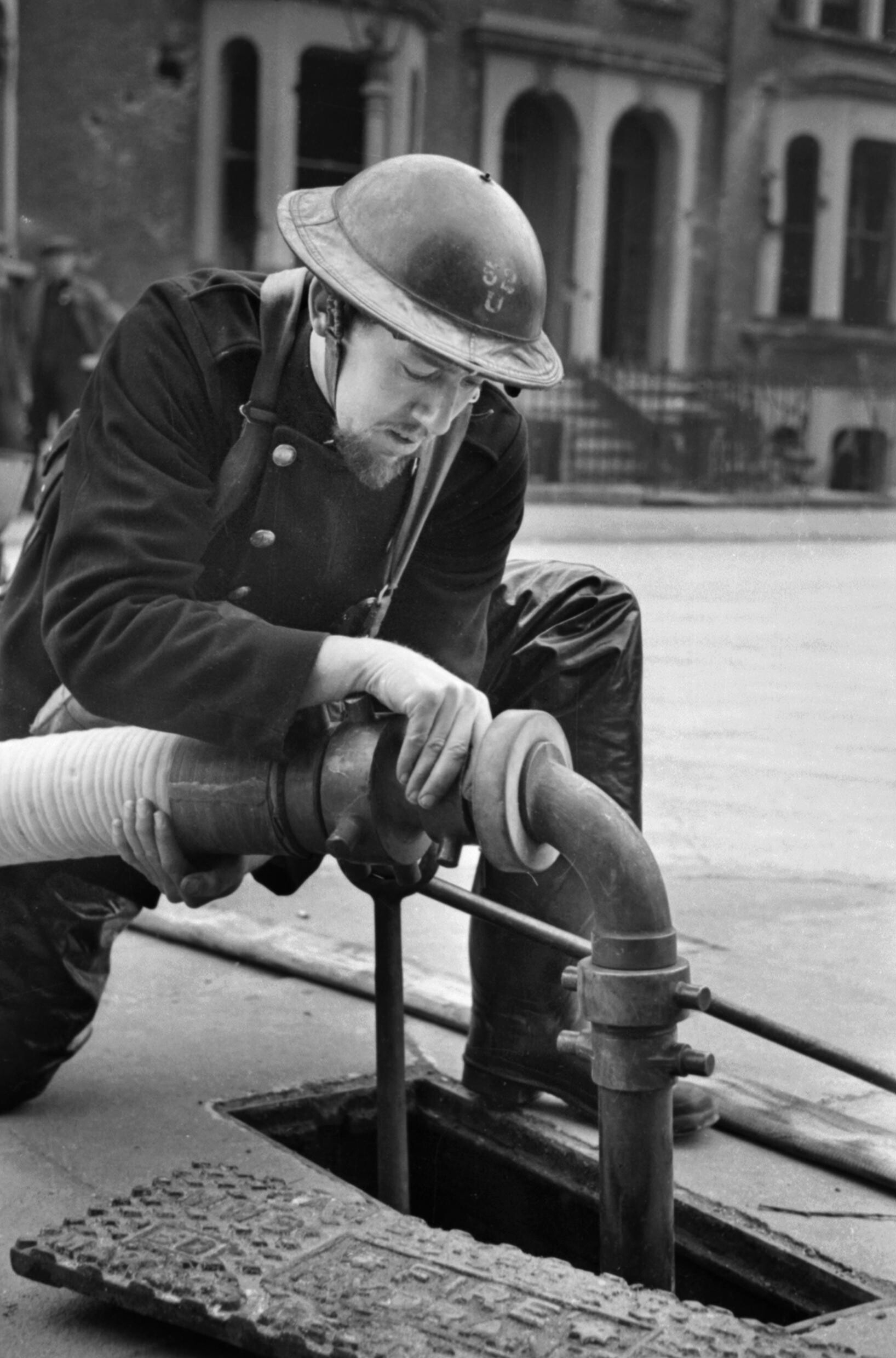
Пожарный подключает рукав к колонке. Лондон, 1940 год

Основным недостатком подземных пожарных гидрантов является возможность их замерзания в зимний период. Причины замерзания гидрантов можно разделить на пять групп:
- I группа. Гидранты, колодцы которых постепенно заливают грунтовые воды из-за плохой забивки отверстия для выпуска воды из гидранта после его работы, отчего грунтовая вода в колодце и стояке гидранта находится на одном уровне с грунтовыми водами в колодце, а также из-за того, что грунтовая вода поднялась и заливает стояк через крышку, хотя выпускное отверстие забито.
- II группа. Гидранты, колодцы которых заливают поверхностные воды и вода от водопроводных колонок из-за того, что колодцы гидрантов расположены в низинах, а также из-за того, что пожарные гидранты устанавливают рядом с водопроводной колонкой на расстоянии 1,5—5 м.
- III группа. Гидранты, стояки которых заливает вода вследствие технической неисправности: неплотное закрытие шарового клапана из-за неисправности резиновой прокладки, попадания песка, мелких камешков между прокладкой и седлом клапана и т. д.
- IV группа. Гидранты, у которых примерзает шаровой клапан вследствие расположения водопроводных линий выше отметки глубин промерзания грунта.
- V группа. Гидранты, замерзающие после их использования работниками пожарной охраны[8].